# Final da Copa Sul-Americana de 2022
A Final da Copa Sul-Americana de 2022 foi a última partida que decidiu o vencedor da competição. Esta foi a 21ª edição da Copa Sul-Americana, torneio continental sul-americano de futebol de clubes organizado pela CONMEBOL.
A partida foi disputada no Estádio Mario Alberto Kempes em Córdova, Argentina, após a CBF solicitar a retirada do Estádio Mané Garrincha, em Brasília, pelo fato das eleições gerais no Brasil, que ocorrerão no mesmo final de semana da final.
Foi disputada entre o São Paulo, do Brasil, e o Independiente del Valle, do Equador, com vitória do time equatoriano. O vencedor da Copa Sul-Americana de 2022 se classificou diretamente para a Copa Libertadores da América de 2023 e ganhou o direito de jogar contra o vencedor da Copa Libertadores da América de 2022 na Recopa Sul-Americana de 2023.
Por conta da Copa do Mundo FIFA de 2022, que será realizada em novembro, a final foi antecipada para o final de outubro do mesmo ano.
Tanto o São Paulo quanto o Independiente del Valle tinham a chance de conquistar o bicampeonato da segunda maior competição de clubes da América do Sul. O clube brasileiro conquistou sua primeira taça em 2012, onde na final derrotou o Tigre por 2x0 no Morumbi. Já o equatoriano conquistou a famosa "Sula" pela primeira vez em 2019, ao derrotar o Colón por 3x1 no General Pablo Rojas, em Assunção.

## Antecedentes

### Caminhos até à final
Esses são os caminhos de ambos times na Copa Sul-Americana de 2022 até chegarem na grande final:
| Oponente | Resultados        | Resultados | Grupos     | O Independiente del Valle não disputou a Fase de Grupos da Copa Sul-americana de 2022, isso porque foi a competição por ser o terceiro colocado do Grupo D da Copa Libertadores de 2022, entrando assim apenas na fase final. | O Independiente del Valle não disputou a Fase de Grupos da Copa Sul-americana de 2022, isso porque foi a competição por ser o terceiro colocado do Grupo D da Copa Libertadores de 2022, entrando assim apenas na fase final. | O Independiente del Valle não disputou a Fase de Grupos da Copa Sul-americana de 2022, isso porque foi a competição por ser o terceiro colocado do Grupo D da Copa Libertadores de 2022, entrando assim apenas na fase final. |    |    |    |
| Ayacucho | 3–2 (F)           | 1–0 (C)    | Grupos     | O Independiente del Valle não disputou a Fase de Grupos da Copa Sul-americana de 2022, isso porque foi a competição por ser o terceiro colocado do Grupo D da Copa Libertadores de 2022, entrando assim apenas na fase final. | O Independiente del Valle não disputou a Fase de Grupos da Copa Sul-americana de 2022, isso porque foi a competição por ser o terceiro colocado do Grupo D da Copa Libertadores de 2022, entrando assim apenas na fase final. | O Independiente del Valle não disputou a Fase de Grupos da Copa Sul-americana de 2022, isso porque foi a competição por ser o terceiro colocado do Grupo D da Copa Libertadores de 2022, entrando assim apenas na fase final. |    |    |    |
| Everton | 2–0 (C)           | 0–0 (F)    | Grupos     | O Independiente del Valle não disputou a Fase de Grupos da Copa Sul-americana de 2022, isso porque foi a competição por ser o terceiro colocado do Grupo D da Copa Libertadores de 2022, entrando assim apenas na fase final. | O Independiente del Valle não disputou a Fase de Grupos da Copa Sul-americana de 2022, isso porque foi a competição por ser o terceiro colocado do Grupo D da Copa Libertadores de 2022, entrando assim apenas na fase final. | O Independiente del Valle não disputou a Fase de Grupos da Copa Sul-americana de 2022, isso porque foi a competição por ser o terceiro colocado do Grupo D da Copa Libertadores de 2022, entrando assim apenas na fase final. |    |    |    |
| Jorge Wilstermann | 3–1 (F)           | 3–0 (C)    | Grupos     | O Independiente del Valle não disputou a Fase de Grupos da Copa Sul-americana de 2022, isso porque foi a competição por ser o terceiro colocado do Grupo D da Copa Libertadores de 2022, entrando assim apenas na fase final. | O Independiente del Valle não disputou a Fase de Grupos da Copa Sul-americana de 2022, isso porque foi a competição por ser o terceiro colocado do Grupo D da Copa Libertadores de 2022, entrando assim apenas na fase final. | O Independiente del Valle não disputou a Fase de Grupos da Copa Sul-americana de 2022, isso porque foi a competição por ser o terceiro colocado do Grupo D da Copa Libertadores de 2022, entrando assim apenas na fase final. |    |    |    |
| Grupo D \| Pos. \| Equipe \| Pts \| J \| V \| E \| D \| GP \| GC \| SG \| \| ---- \| ----------------- \| --- \| - \| - \| - \| - \| -- \| -- \| -- \| \| 1 \| São Paulo \| 16 \| 6 \| 5 \| 1 \| 0 \| 12 \| 3 \| +9 \| \| 2 \| Everton \| 11 \| 6 \| 3 \| 2 \| 1 \| 7 \| 4 \| +3 \| \| 3 \| Ayacucho \| 4 \| 6 \| 1 \| 1 \| 4 \| 5 \| 8 \| –3 \| \| 4 \| Jorge Wilstermann \| 2 \| 6 \| 0 \| 2 \| 4 \| 2 \| 11 \| –9 \| |                   |            | Grupos     | O Independiente del Valle não disputou a Fase de Grupos da Copa Sul-americana de 2022, isso porque foi a competição por ser o terceiro colocado do Grupo D da Copa Libertadores de 2022, entrando assim apenas na fase final. | O Independiente del Valle não disputou a Fase de Grupos da Copa Sul-americana de 2022, isso porque foi a competição por ser o terceiro colocado do Grupo D da Copa Libertadores de 2022, entrando assim apenas na fase final. | O Independiente del Valle não disputou a Fase de Grupos da Copa Sul-americana de 2022, isso porque foi a competição por ser o terceiro colocado do Grupo D da Copa Libertadores de 2022, entrando assim apenas na fase final. |    |    |    |
| Oponente | Resultados        | Resultados | Fase final | Oponente | Resultados | Resultados |    |    |    |
| Universidad Católica | 4–2 (F)           | 4–1 (C)    | Oitavas    | Lanús | 2–1 (C) | 0–0 (F) |    |    |    |
| Ceará | 0–1 (C)           | 4–2 (F)    | Quartas    | Deportivo Táchira | 1–0 (F) | 4–1 (C) |    |    |    |
| Atlético Goianiense | 1–3 (F)           | 2–0 (C)    | Semifinal  | Melgar | 3–0 (C) | 3–0 (F) |    |    |    |
| Pos. | Equipe            | Pts        | J          | V | E | D | GP | GC | SG |
| 1 | São Paulo         | 16         | 6          | 5 | 1 | 0 | 12 | 3  | +9 |
| 2 | Everton           | 11         | 6          | 3 | 2 | 1 | 7  | 4  | +3 |
| 3 | Ayacucho          | 4          | 6          | 1 | 1 | 4 | 5  | 8  | –3 |
| 4 | Jorge Wilstermann | 2          | 6          | 0 | 2 | 4 | 2  | 11 | –9 |

Legenda: (C) casa; (F) fora

## Detalhes

### Partida
| 1 de outubro  | São Paulo | 0 – 2     | Independiente del Valle          | Estádio Mario Alberto Kempes, Córdova |
| 17:00 (UTC−3) |           | Relatório | Lautaro Díaz 13' · Faravelli 67' | Árbitro: COL Wilmar Roldán            |

| São Paulo | Ind. del Valle |

| G            | 1  | Felipe Alves     |          |     |
| LD           | 2  | Igor Vinícius    |          |     |
| Z            | 4  | Diego Costa      | 89', 90' |     |
| Z            | 16 | Léo              |          |     |
| LE           | 6  | Reinaldo         | 45'      |     |
| V            | 29 | Pablo Maia       |          |     |
| M            | 3  | Patrick          |          | 75' |
| M            | 25 | Rodrigo Nestor   |          | 75' |
| A            | 12 | Alisson          |          | 75' |
| A            | 11 | Luciano          |          |     |
| A            | 9  | Jonathan Calleri | 87', 90' |     |
| Substitutos: |    |                  |          |     |
| G            | 19 | Jandrei          |          |     |
| Z            | 13 | Rafinha          |          |     |
| Z            | 22 | Miranda          |          |     |
| Z            | 34 | Wellington       |          |     |
| Z            | 44 | Nahuel Ferraresi |          |     |
| M            | 20 | Andrés Colorado  |          |     |
| M            | 21 | Giuliano Galoppo |          | 75' |
| M            | 26 | Igor Gomes       |          | 75' |
| M            | 37 | Talles Costa     |          |     |
| A            | 23 | Eder             |          | 75' |
| A            | 39 | Nahuel Bustos    |          |     |
| A            | 45 | Marcos Guilherme |          |     |
| Técnico:     |    |                  |          |     |
| Rogério Ceni |    |                  |          |     |

| G              | 1  | Moisés Ramírez     |     |     |
| LD             | 31 | Matías Fernández   |     |     |
| Z              | 14 | Mateo Carabajal    | 43' |     |
| Z              | 5  | Richard Schunke    | 79' |     |
| Z              | 2  | Luís Segovia       |     |     |
| LE             | 6  | Johanner Chávez    |     | 90' |
| M              | 20 | Marco Angulo       |     | 80' |
| M              | 16 | Cristian Pellerano | 89' |     |
| M              | 8  | Lorenzo Faravelli  |     | 90' |
| A              | 10 | Júnior Sornoza     |     | 79' |
| A              | 19 | Lautaro Díaz       |     | 73' |
| Substitutos:   |    |                    |     |     |
| G              | 12 | Joan López         |     |     |
| Z              | 15 | Beder Caicedo      |     | 90' |
| M              | 7  | Fernando Gaibor    |     | 80' |
| M              | 11 | Danny Cabezas      |     |     |
| M              | 13 | Patrik Mercado     |     |     |
| M              | 23 | Mateo Ortíz        |     | 90' |
| M              | 24 | Orlando Herrera    |     |     |
| M              | 28 | Yaimil Medina      |     |     |
| M              | 29 | Joao Ortíz         |     | 73' |
| A              | 17 | Jaime Ayoví        |     | 79' |
| A              | 32 | Jonathan Bauman    |     |     |
| A              | 50 | Alan Minda         |     |     |
| Técnico:       |    |                    |     |     |
| Martín Anselmi |    |                    |     |     |

| Árbitros assistentes: COL Alexander Guzmán COL Wilmar Navarro Quarto árbitro: VEN Alexis Herrera Quinto árbitro: VEN Carlos López Árbitro de vídeo: CHL Julio Bascuñán Árbitros assistentes de vídeo: CHL Juan Lara URU Leodán González COL John Alexander León |